# Réseau de bus Duobus
Duobus est un réseau de transport en commun d’autobus desservant les communes d’Oyonnax, Arbent et Bellignat (membres de Haut-Bugey Agglomération) à l’aide d’un réseau composé de 6 lignes régulières, d’un service de transport à la demande et de transport scolaire.
Créé en 1998 et délégué à la société Keolis Oyonnax (faisant partie du groupe Keolis), son exploitation est toujours assuré par cette filiale du groupe Keolis à la suite de renouvellements de délégation de service public.

## Histoire
Le réseau est créé en 1998 et délégué depuis cette date au groupe Keolis, qui l’exploite au travers de sa filiale Keolis Oyonnax.
Son nom provient de la fusion des initiales du District Urbain d’Oyonnax (Duo) et du mot Bus.
Dès le 8 janvier 2018, la Communauté de communes Haut-Bugey, est dotée d'un nouveau réseau.

## Organisateurs du réseau

### L’autorité organisatrice
Communauté de communes Haut-Bugey, composée de 36 communes et d’une population totale de 57 173 habitants (en 2013), est responsable des transports en commun en son périmètre. Ses principales missions sont :
- Définir la politique des transports en commun de l’agglomération (offre, tarification...) ;
- Déterminer les adaptations du réseau en fonction des besoins des habitants ;
- Réaliser les investissements lourds (achats de bus, aménagements urbains...) nécessaires au bon fonctionnement du réseau.

### L’exploitant
Keolis Oyonnax, filiale du groupe Keolis employant 16 personnes, est la société à laquelle l’exploitation du réseau Duobus a été confiée par l’autorité organisatrice des transports. Ses missions sont :
- Mettre en œuvre la politique définie par la Communauté de communes Haut-Bugey ;
- Assurer la bonne gestion et exploitation du réseau (recrutement de personnel, formation...) ;
- Informer la clientèle des différents services qui lui sont proposés ;
- Être force de proposition auprès de l’Autorité Organisatrice pour améliorer le service offert.

## Le réseau

### Territoire desservi
En 2017, le réseau Duobus dessert les huit communes suivantes : Arbent, Bellignat, Dortant, Geilles, Martignat, Orme, Oyonnax et Veyziat.

### Les lignes
Lignes régulières

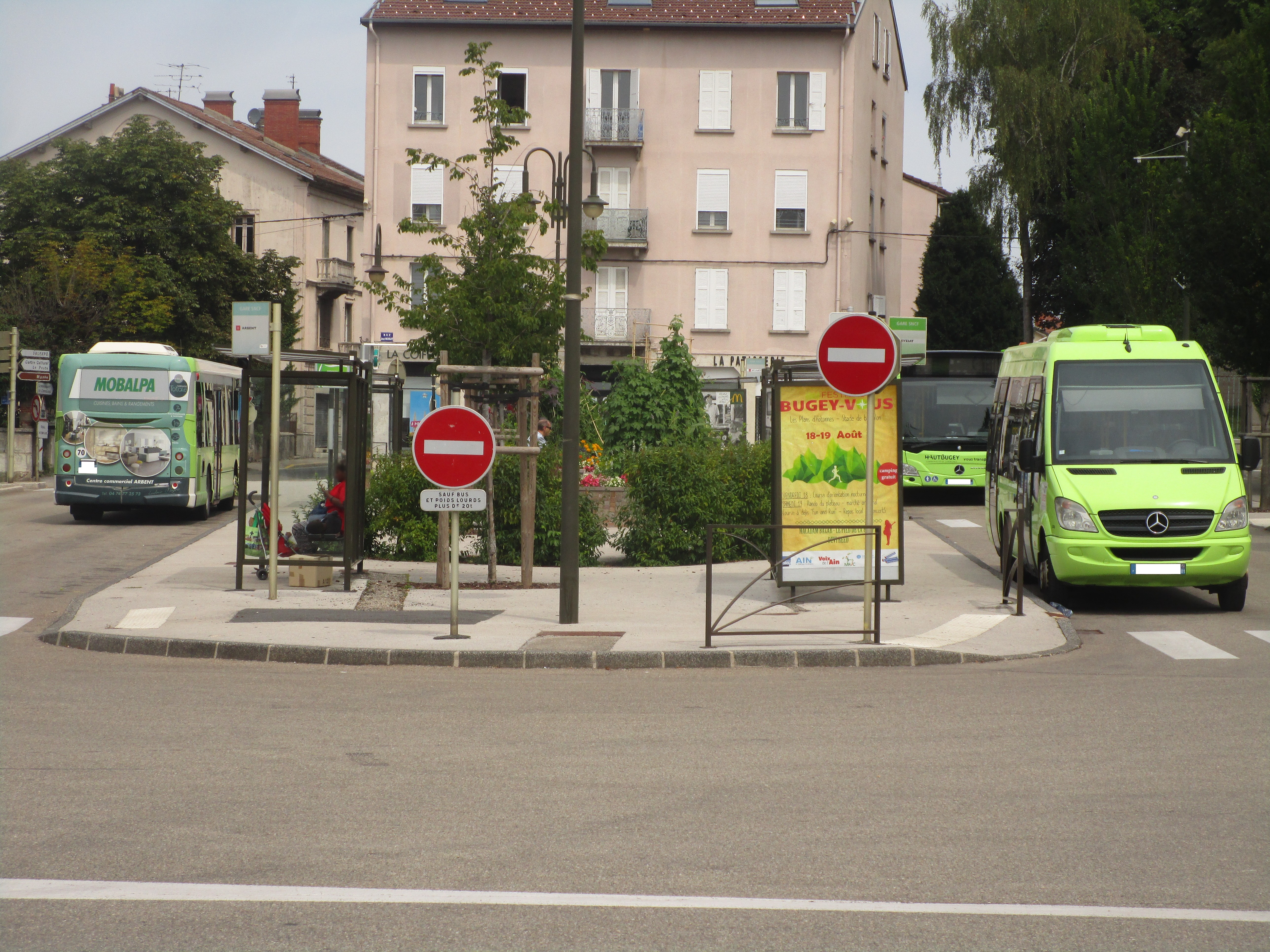
Plusieurs véhicules devant la gare d’Oyonnax, pôle central du réseau, en 8 2017.

Le réseau est organisé en étoile autour de la gare d’Oyonnax et se compose de 8 lignes régulières :
- Ligne 1 : Cette ligne relie Arbent - Gare SNCF - Bellignat
- Ligne 2 : Cette ligne relie Gare SNCF à Veyziat
- Ligne Zi : Cette ligne relie Gare SNCF à Zone industrielle VEYZIAT
- Ligne 3 : Cette ligne relie Gare SNCF à Point B
- Ligne 3a : Cette ligne relie Gare SNCF - Point B - ARBENT
- Ligne 3b : Cette ligne relie Gare SNCF - Point B - DORTAN
- Ligne 4 : Cette ligne relie Gare SNCF à ORME
- Ligne 5 : Cette ligne relie la Gare SNCF - Zone Industrielle Sud - Martignat

Lignes scolaires
Le réseau scolaire se compose de 9 lignes. Il est assuré par la société Trans Jura Cars.
Lignes occasionnelles
Duobus met quelquefois en place des lignes occasionnelles selon les événements du bassin oyonnaxien et/ou la saison. Ainsi, on note la mise en place, en été, d’une navette reliant la gare d’Oyonnax au Lac Genin. Cette ligne fonctionne de début juillet à fin août en assurant trois départs quotidiens. La tarification, spécifique à ce service, se décompose selon le trajet choisi (aller simple ou aller-retour) et le nombre de personnes (au-dessus de 3 personnes, un tarif réduit est proposé).

### Transport à la demande
Duobus propose deux lignes en Transport à la demande. Celles-ci partent par la gare d’Oyonnax et permettent de se rendre à Mons ou au cimetière d’Oyonnax. La réservation s’effectue par téléphone — Jusqu’à 18 h la veille — ou en se rendant à l’agence commerciale.
La tarification est identique à celle en vigueur sur le reste du réseau.

### TPMR
Depuis le 1er janvier 2015, Duobus s’est doté d’un service spécialisé dans le transport de personnes à mobilité réduite.
Effectué uniquement en transport à la demande, il est destiné aux personnes en situation de handicap, et plus spécifiquement aux personnes présentant un handicap moteur permanent ou temporaire nécessitant l’usage d’un fauteuil roulant, ainsi qu’aux personnes malvoyantes ne pouvant pas utiliser le réseau de transport en commun seules.
Le service fonctionne, hors jours fériés, du lundi au samedi de 8 h 30 à 10 h 30 puis de 13 h 30 à 15 h 30. La réservation s’effectue par téléphone, par mail ou en se rendant à l’agence commerciale.
La tarification est identique à celle en vigueur sur le réseau.

### Interconnexion avec les autres réseaux

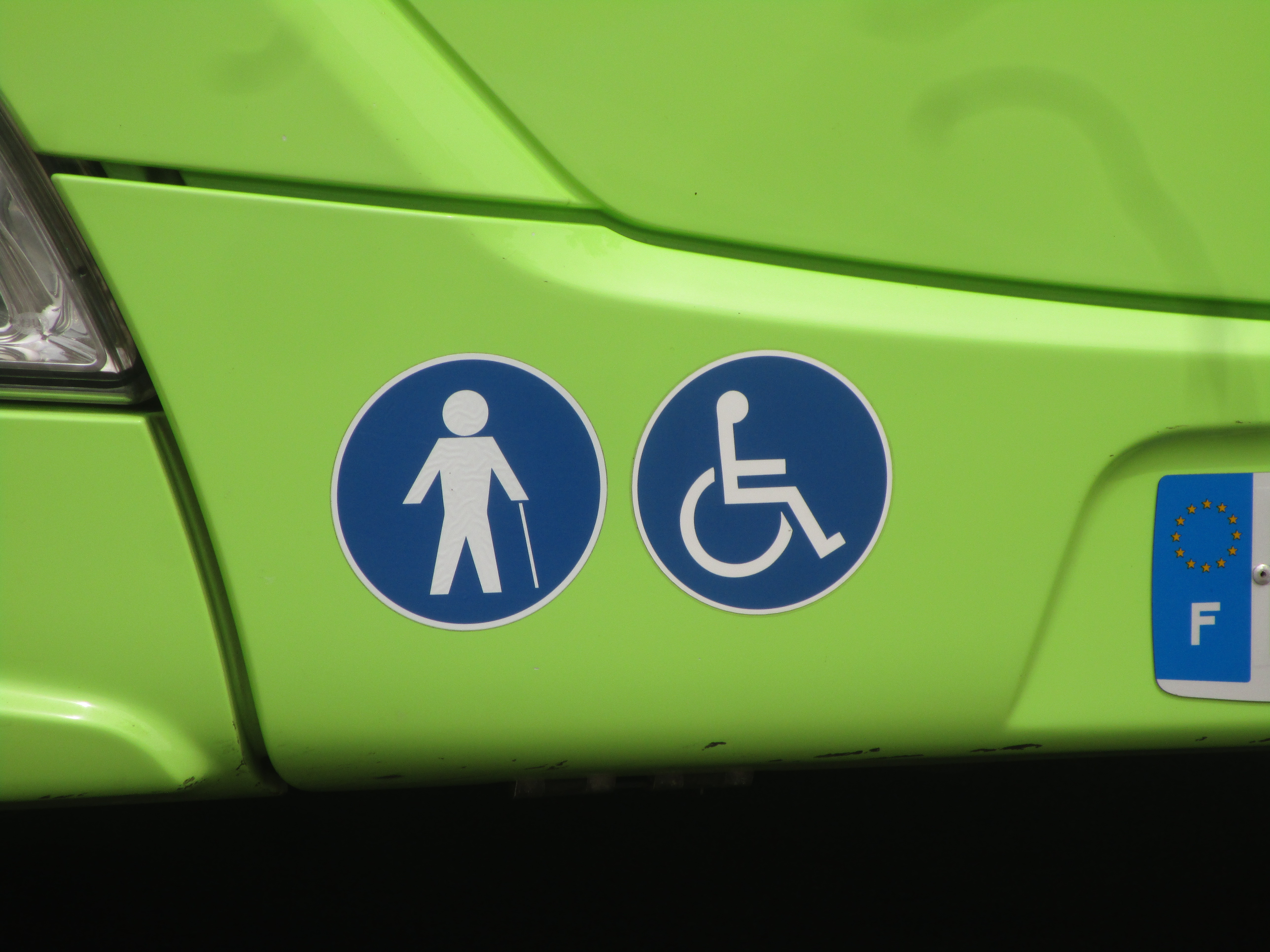
Les logos signalant la présence d’aménagement pour les PMR sur le pare-chocs avant d’un véhicule du réseau.

Car.ain.fr

### Accessibilité aux personnes à mobilité réduite
En 2014, 6 des 10 bus affectés au réseau sont équipés de rampes d’accès rétractables afin de faciliter la montée des personnes à mobilité réduite (PMR). Les véhicules équipés d’aménagements pour les PMR sont repérables par la présence d’une étiquette bleue avec une personne en fauteuil roulant sur l’avant et/ou au niveau de la porte centrale.
Lors de l’arrêt, le conducteur peut effectuer, si l’emplacement le permet, une manœuvre appelée agenouillement destinée à faciliter la montée/descente de l’usager. Au cours de cette manœuvre, le véhicule est amené au plus près du trottoir et incliné sur le côté droit afin de réduire au maximum la différence de hauteur entre le plancher du bus et le sol, puis la rampe d’accès située sous la porte est déployée et les portes sont ouvertes afin de permettre l’entrée/sortie du passager. L’ensemble de ces actions est contrôlé depuis le poste de conduite.
Depuis juin 2017, la communauté de communes a lancé une politique de mise en accessibilité des arrêts du réseau aux PMR. À terme, 70 arrêts devraient être aménagés pour un coût estimé à 900 000 €.

### Arrêts
En 2017, le réseau est composé de 85 arrêts de bus.

## Identité visuelle
Logos
À sa création en 1998, Duobus est doté d’un logo, relativement simple. Il s’agit du mot Duobus, écrit en lettres majuscules blanches.

Logo utilisé depuis 1998.

Livrée des véhicules

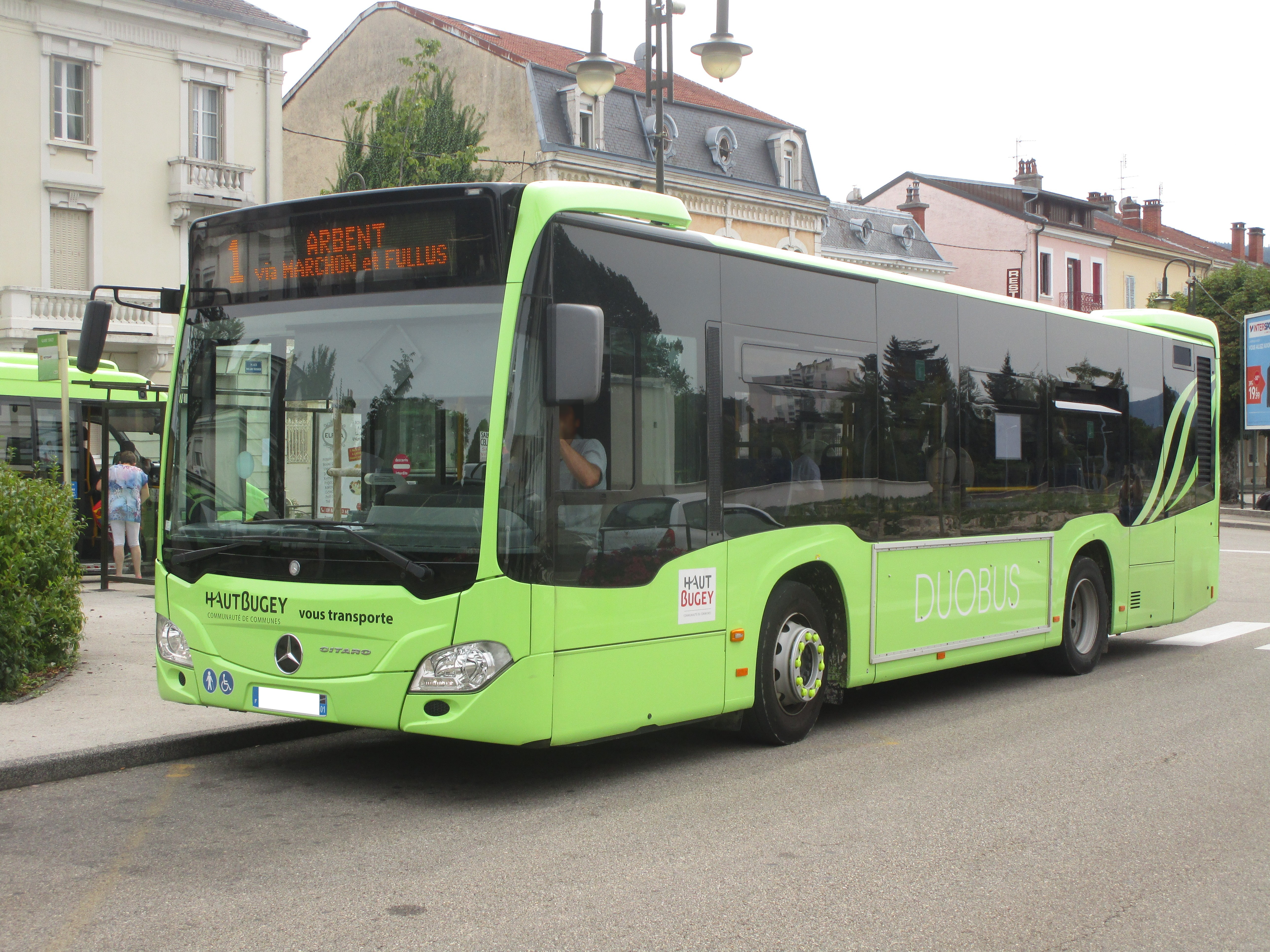
La découpe des bus depuis 2002.

La livrée actuelle du réseau date du 1er semestre 2002. Les véhicules sont verts, à l’exception du toit qui reste blanc, et plusieurs traits formant une vague sont collés sur les vitres à l’arrière.

## Exploitation

### État de parc
En 2014, le réseau est assuré par 10 véhicules,, dont 3 utilisés uniquement en réserve. Sur les lignes scolaires, le parc se compose de 16 autocars (véhicules de réserves inclus) appartenant à la société Trans Jura Cars.
Tous les bus arborent une livrée similaire et sont identifiés par un numéro de parc unique, indiqué sur l’extérieur des véhicules, au niveau de la porte avant.
En octobre 2016, une navette électrique de type Bolloré Bluebus circule sur le réseau.

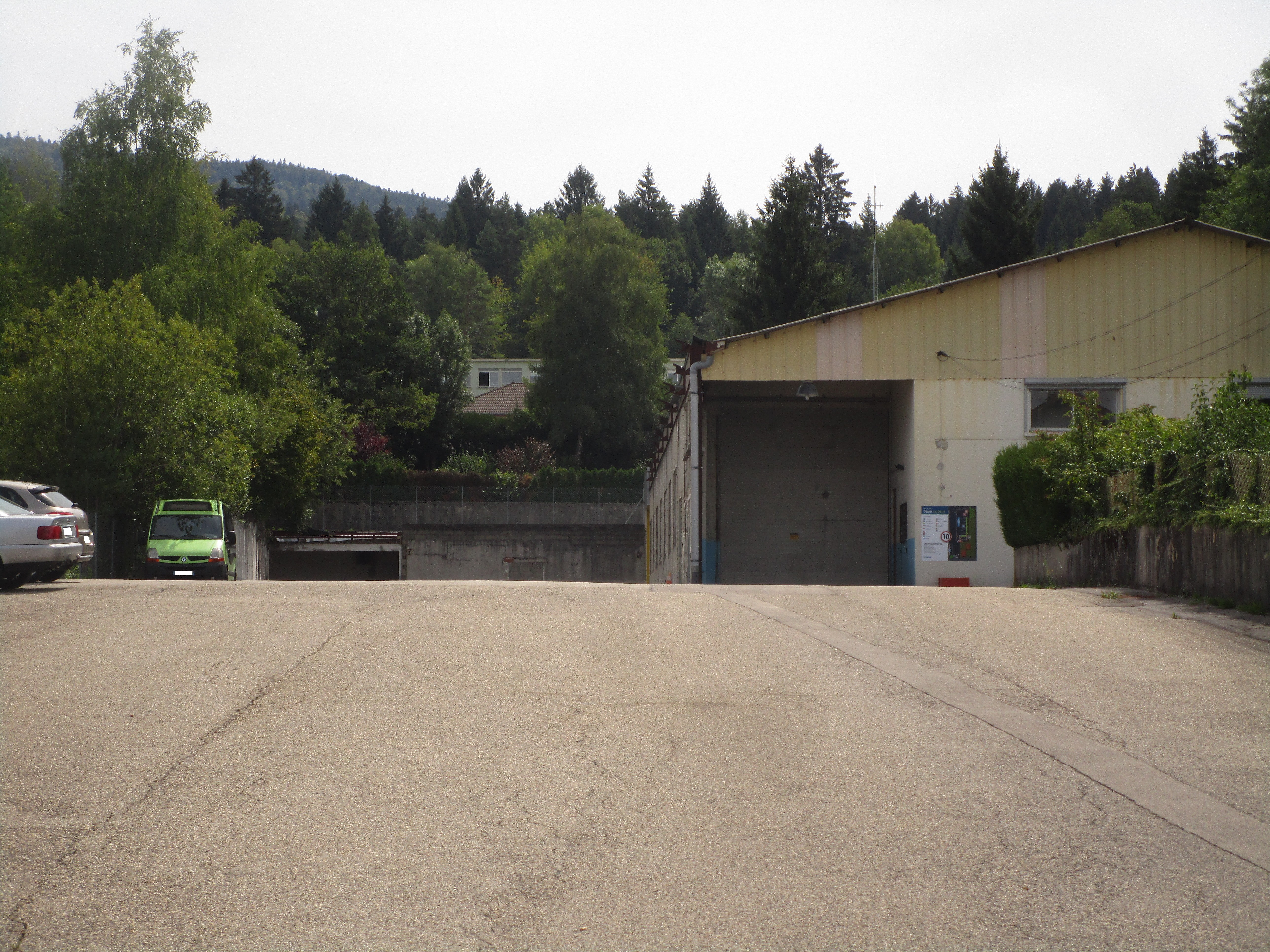
Le dépôt de Keolis Oyonnax à Arbent en 8 2017.

### Dépôt
Les bus du réseau sont entreposés dans un dépôt de Keolis Oyonnax. Installé dans la Zone Industrielle Nord à la limite nord d’Oyonnax, le dépôt est situé dans la Rue de la Tuilerie, à Arbent (46° 16′ 11″ N, 5° 39′ 54″ E). Le dépôt se présente sous la forme d’un hangar capable d’accueillir une vingtaine d’autocars.
Les véhicules affectés aux lignes scolaires, qui sont sous-traitées à la société Trans Jura Cars, sont stationnées au dépôt de cette dernière qui est situé dans la Rue Castellion Prolongée, à Bellignat (46° 14′ 34″ N, 5° 38′ 26″ E).

### Sécurité
Conformément à la législation en vigueur, l’ensemble du parc est soumis à un contrôle technique, effectué par un centre indépendant et reconnu, valable 6 mois. Au cours de cette visite, tous les éléments de sécurité ainsi que l’arrimage des sièges et la motorisation sont vérifiés.
La position des véhicules est retransmise par GPS, grâce au Système d’Aide à l’Exploitation et à l’Information Voyageurs (SAEIV), au centre d’exploitation où une équipe est chargé de s’assurer de l’absence de problèmes sur le réseau. Les véhicules sont également équipés d’émetteur-récepteur permettant aux conducteurs d’être informés des perturbations sur le réseau et de communiquer avec le centre d’exploitation.

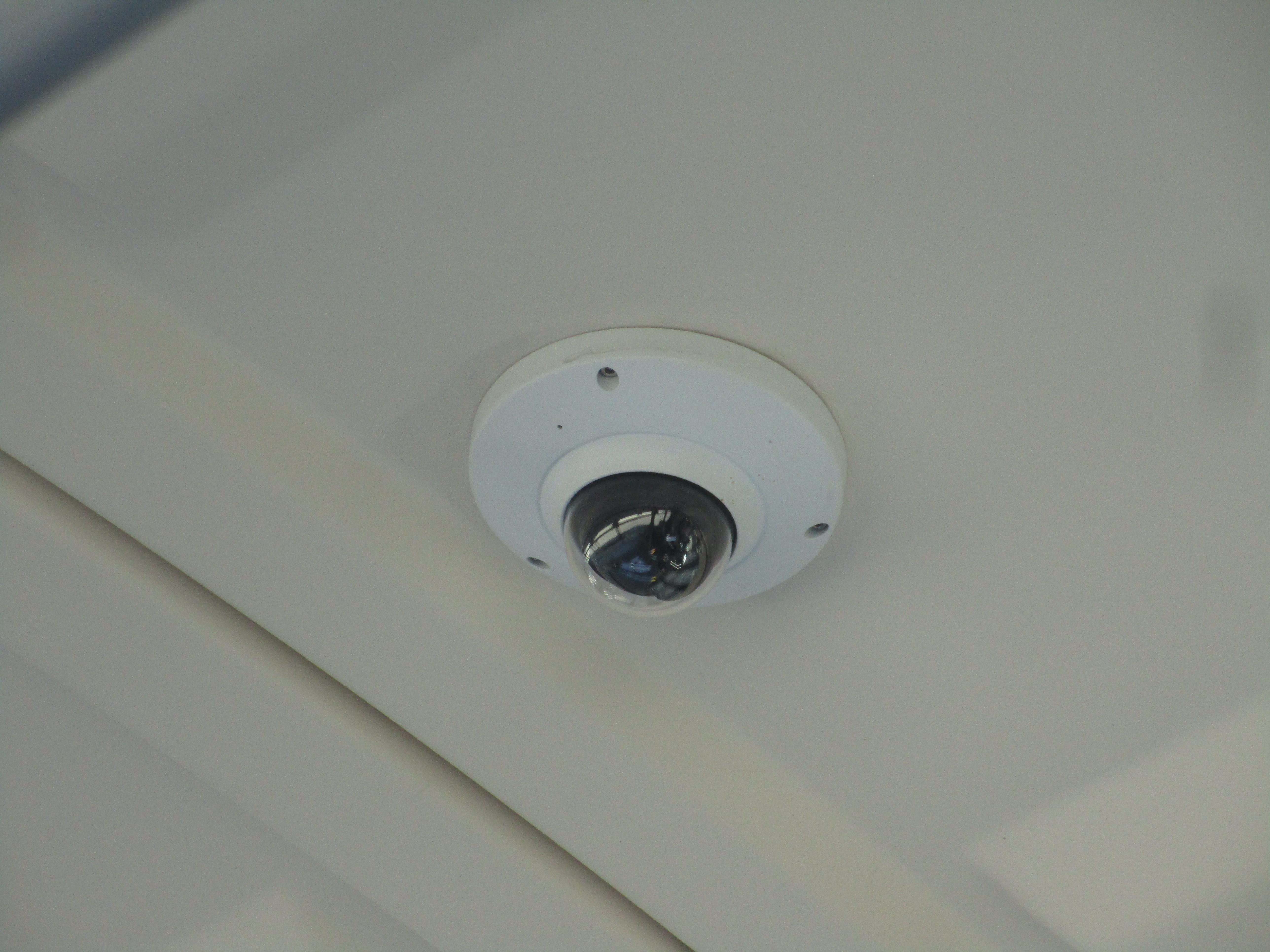
Une caméra de vidéosurveillance.

Les bus sont également équipés, depuis décembre 2016,, de caméras de vidéosurveillance. Leur nombre varie selon le type de véhicules (2 dans les minibus et midibus et 3 dans les standards), mais leur disposition reste sensiblement la même dans tous : une première caméra, à infrarouge, est située au-dessus du poste de conduite et permet de surveiller la porte avant. Une seconde est installée sous (ou devant) le bandeau lumineux pour l’information aux voyageurs, et une troisième est installée au-niveau de la porte centrale. Cette configuration permet de couvrir l’ensemble du bus et de pouvoir vérifier toutes les portes.
Les portes sont dotées de nombreuses sécurités. En effet, chacune d’elles est dotée de bords sensibles, capable de remarquer la présence d’un corps étranger entre les battants et d’entraîner un phénomène de réversion, c’est-à-dire la réouverture des portes. Les véhicules sont également équipés d’un détecteur, situé au-dessus des portes, capable de déceler une présence par infrarouge et destiné à vérifier la présence d’un individu trop près des portes au moment de leur ouverture/fermeture. En cas d’anomalie, le système enclenche la réouverture des portes. Des capteurs sont également installés afin de vérifier la bonne fermeture des portes arrière : si l’une d’elles est mal fermée, le véhicule ne peut pas démarrer. L’ouverture de la porte avant n’empêche pas de faire partir le bus, mais elle est programmée pour se fermer automatiquement après 5 secondes. Enfin, en cas de problème empêchant l’ouverture des battants depuis l’intérieur, deux mécanismes, l’un à l’extérieur et l’autre à l’intérieur, sont installés à proximité de chaque portes et permettent de déclencher la décompression, c’est-à-dire le fait de vider les réserves d’air comprimé, rendant ainsi les battants inertes.
Tous les bus sont équipés de marteaux brise-vitre situés le plus souvent derrière le conducteur ou, dans certains véhicules, au niveau des baies latérales. Conformément à la législation en vigueur, au moins cinq vitres latérales et le pare-brise arrière des véhicules, signalés par la mention « Issue de secours », peuvent être brisés afin d’évacuer le bus en cas d’urgence (incendie, accident...).

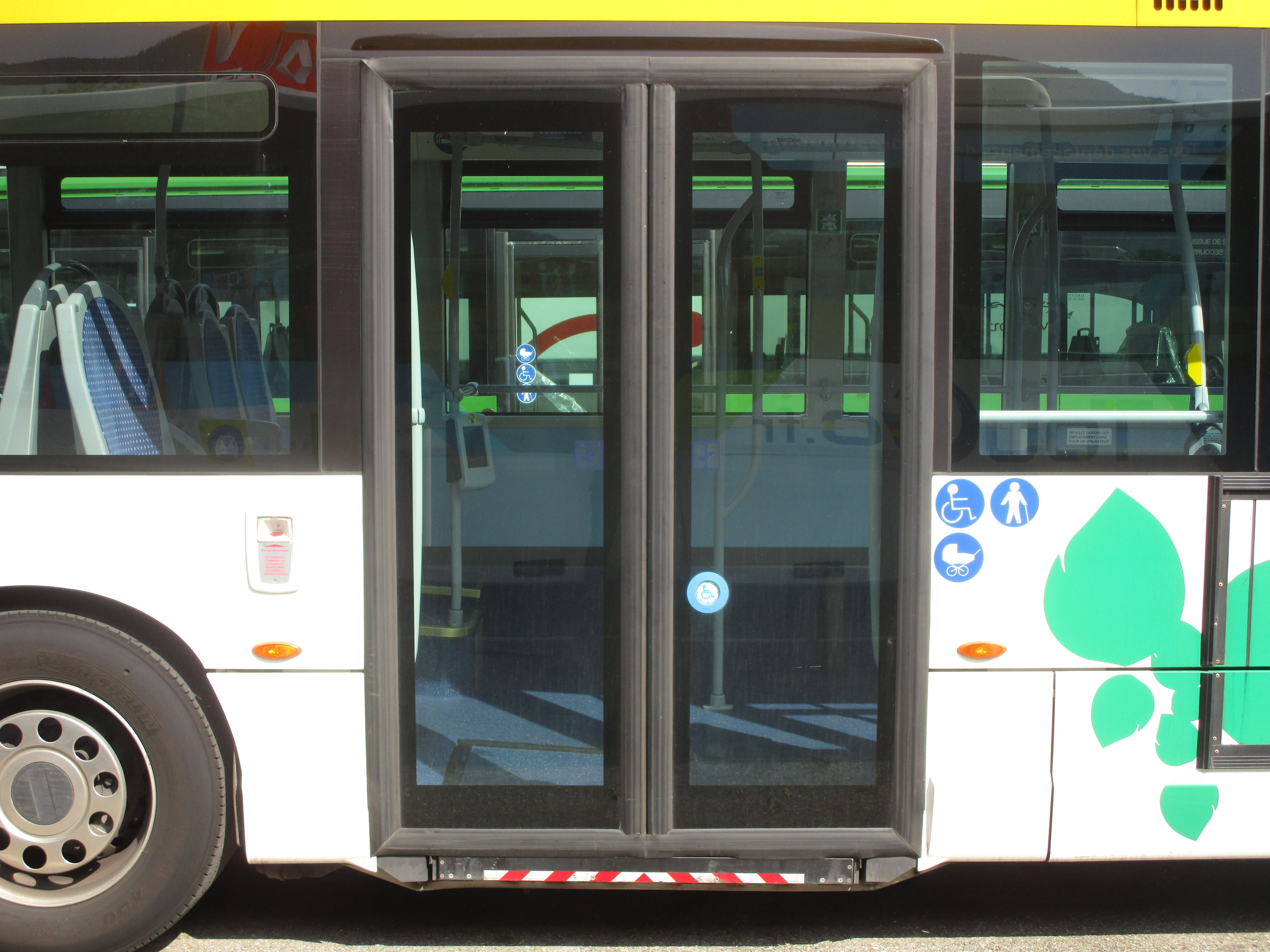
Des portes dotées de bords sensibles.
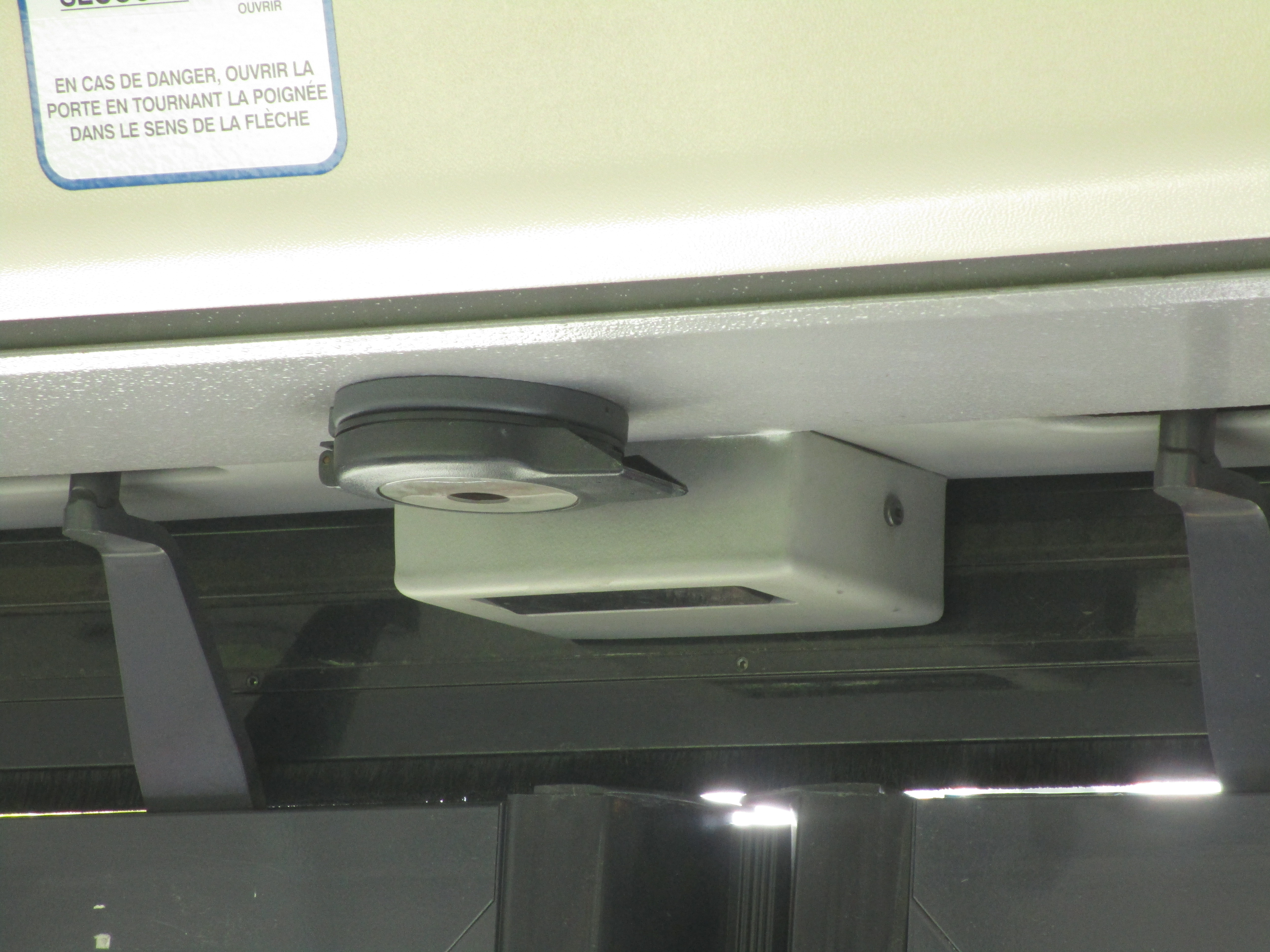
Une cellule détectrice (à l’arrière) et l’ouverture de secours des portes.
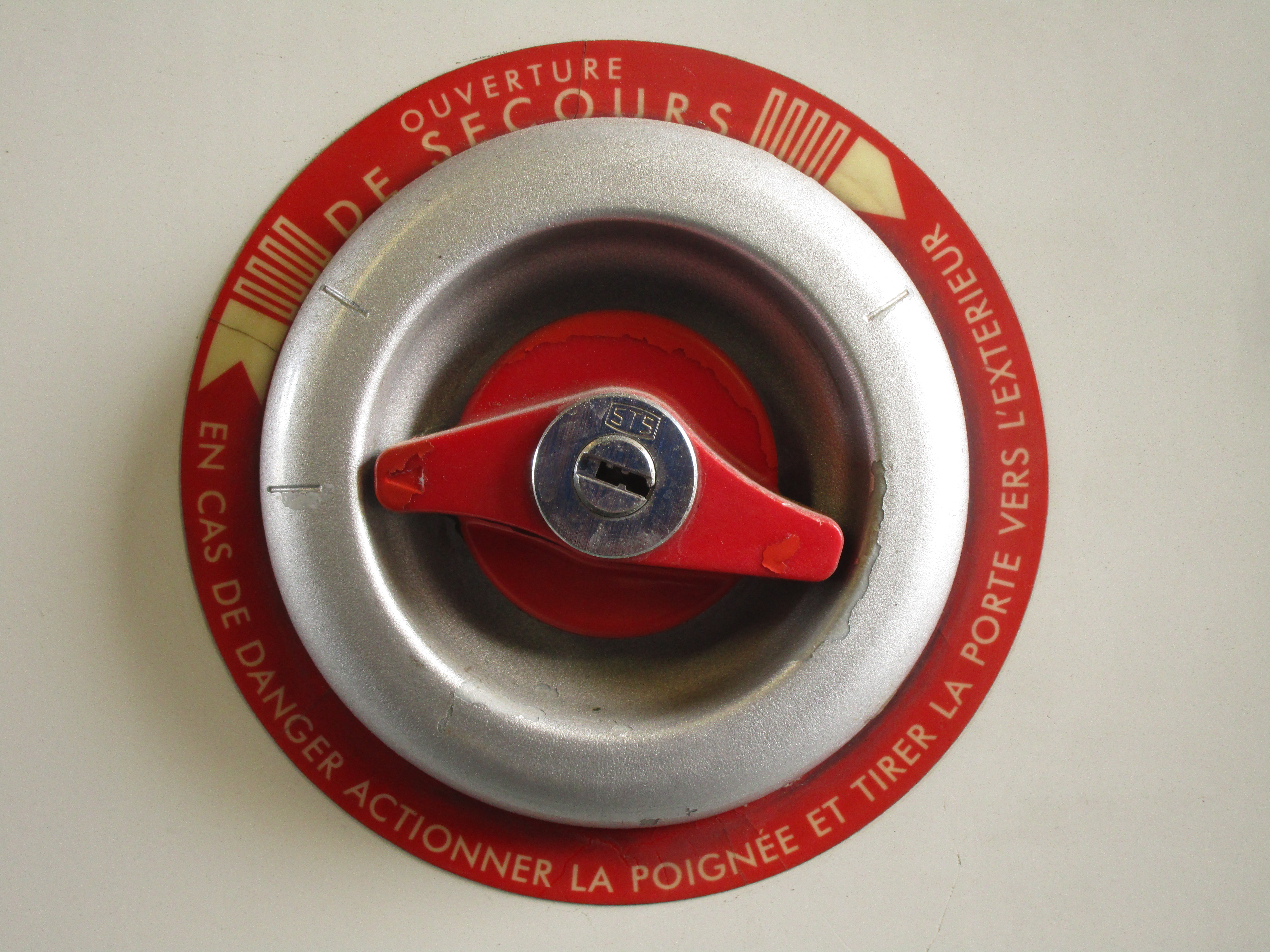
Le système d’ouverture de secours des portes (extérieur).
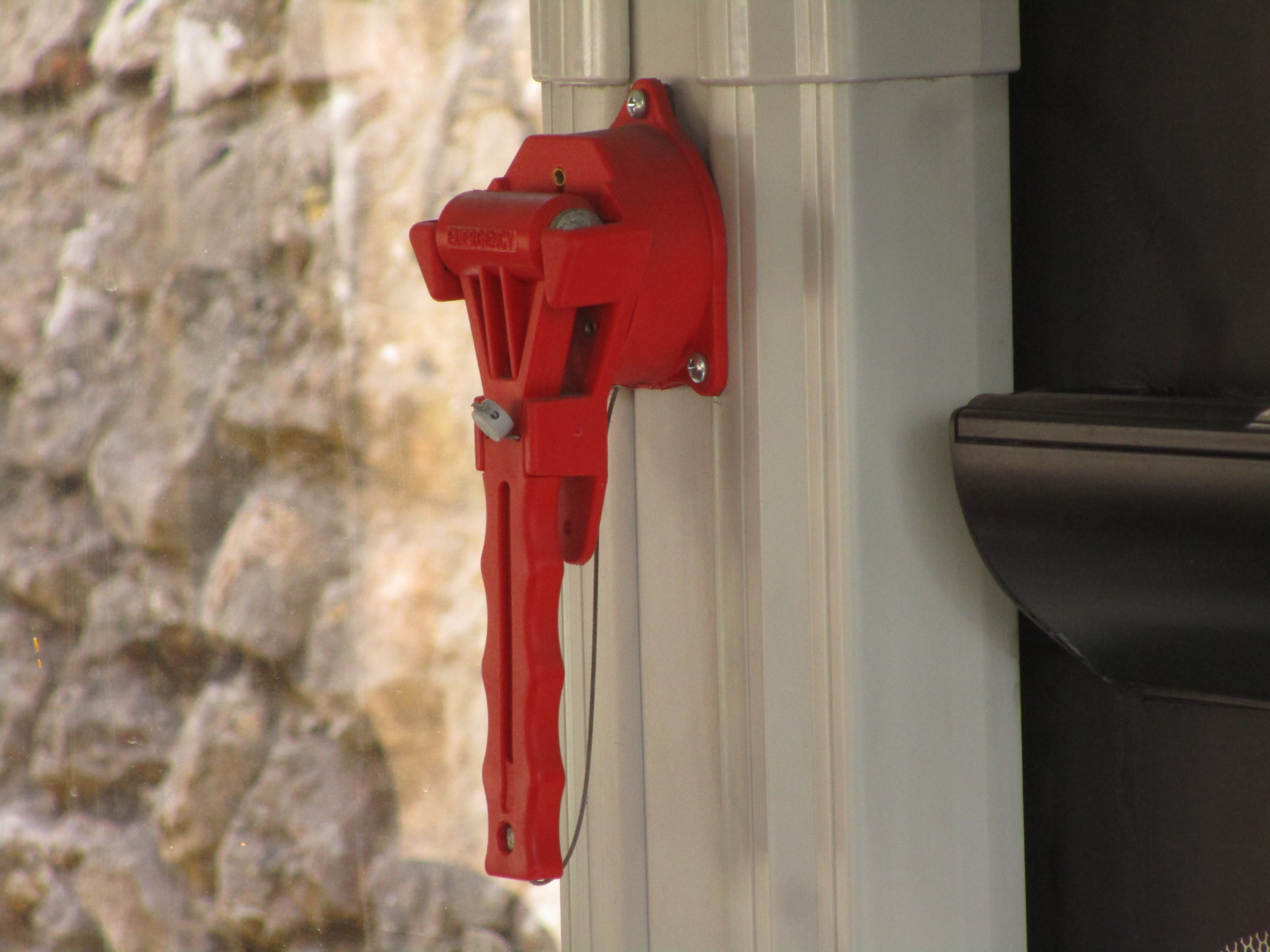
Un marteau brise-vitre.

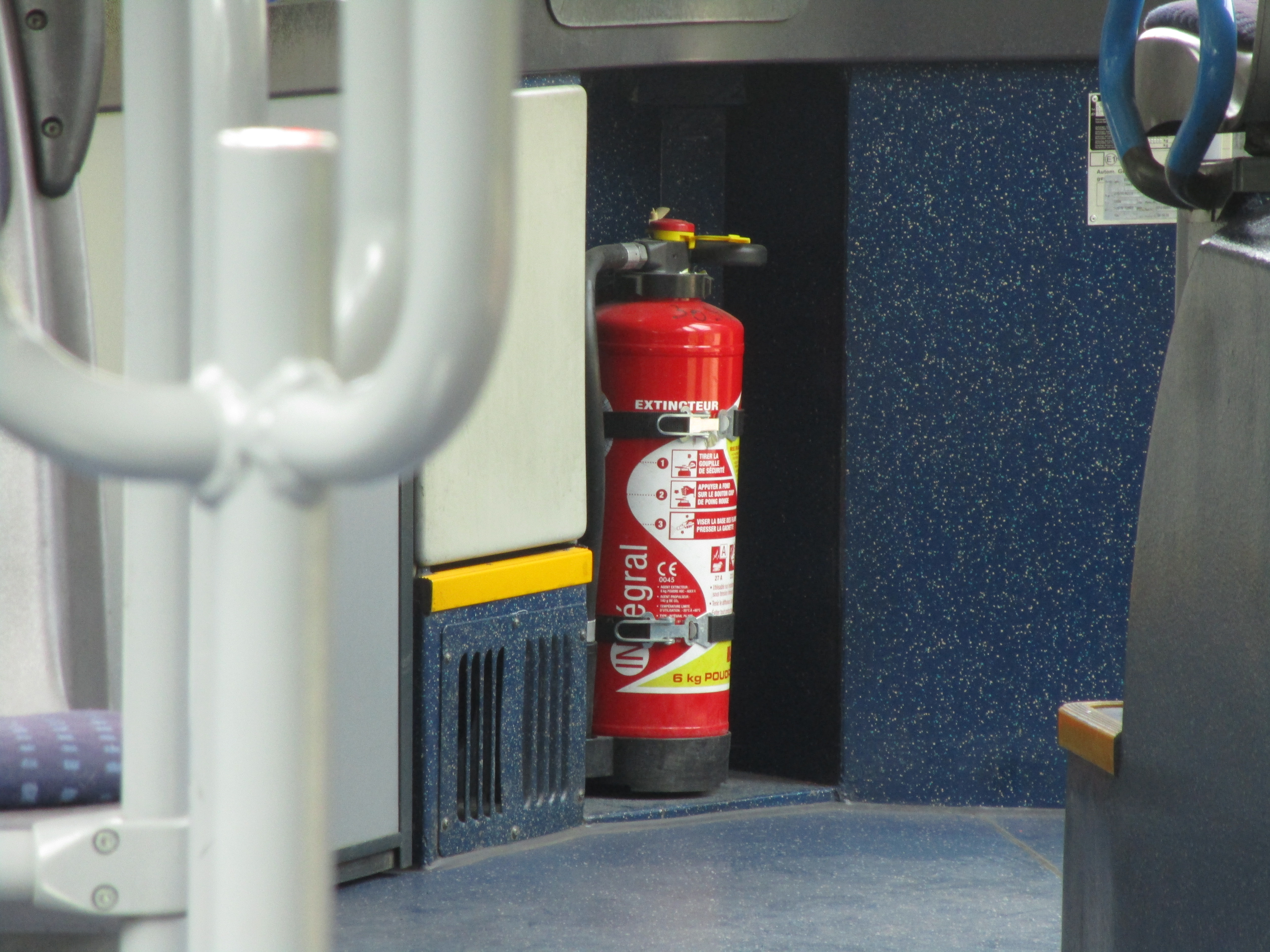
Un extincteur.

Ils sont également dotés de moyens de lutte contre l’incendie, notamment un extincteur, qui est situé au niveau de la porte avant.
Les portillons sont dotés d’une alarme, qui sonne si celui-ci n’est pas ou mal fermé.

### Personnel d'exploitation
Duobus compte 16 salariés répartis en :
- 12 conducteurs-receveurs ;
- 1 contrôleur ;
- 1 conducteur référent chargé des animations commerciales ;
- 1 hôtesse d’accueil ;
- 1 directeur.

### Information aux voyageurs
Aux arrêts
Tous les arrêts sont équipés d’une fiche horaire des différentes lignes le desservant ainsi que d’un plan général du réseau.
Sur internet
Le réseau dispose de son propre site internet, duobus.fr, disponible uniquement en français. Sur celui-ci, l’usager trouve de nombreuses informations concernant le réseau : le guide bus contenant les fiches horaires et le plan du réseau, les tarifs, les points de vente, le règlement, infos trafic et actualités. Le site permet également de réserver le service TPMR, déposer une candidature et contacter l’accueil du réseau.
Sur mobile
Depuis quelques années, Duobus s’est doté d’un service d’alertes SMS baptisé Inimo. L’inscription au service se fait par l’envoi d’un message et permet d’être informé de toutes les perturbations sur le réseau.

### Tarification et financement
En 2014, la mise en œuvre du réseau Duobus a couté 1 779 232,14 € à la communauté de communes. Le Conseil général de l’Ain a fourni une aide financière à hauteur de 214 628 €.

#### Points de vente
Agence commerciale
Depuis l’été 2015, le réseau est doté d’une agence commerciale. Celle-ci est située dans le hall d’accueil de la gare d’Oyonnax, sur la Place Vaillant-Couturier (45° 41′ 19″ N, 5° 54′ 34″ E), et ouverte du mardi au samedi.
Les usagers peuvent y acheter leurs titres de transports (tickets à l’unité ou par lot de 10, abonnements) et y demander des renseignements sur les services proposés (TAD, TPMR). Ils y trouvent également le plan général du réseau, les informations trafic et les fiches horaires de toutes les lignes.

## Impact socio-économique

### Trafic
Répartition de la fréquentation du réseau par ligne en 2019
- Ligne 1 (38 %)
- Ligne 2 (7 %)
- Ligne 3 (8 %)
- Ligne 4 (8 %)
- Lignes 5 (1 %)
- Lignes 6 (6 %)
- Ligne Zi Ouest (3 %)
- Directs Scolaires (28 %)
- Autres (1 %)

| Année | Nombres de voyageurs | Dont scolaires |
| ----- | -------------------- | -------------- |
| 2014  | 672 964              | 131 456        |
| 2015  | 686 512              | 165 619        |
| 2017  | 725 386              | 525 694        |
| 2018  | 768 288              | 558 646        |
| 2019  | 817 096              | 594 742        |

Le réseau est principalement utilisé par les jeunes, mais le ticket unitaire reste le titre de transport le plus vendu.